# Tau Piscis Austrini
Tau Piscis Austrini (τ Piscis Austrini, förkortat Tau PsA, τ PsA) som är stjärnans Bayerbeteckning, är en ensam stjärna belägen i den mellersta delen av stjärnbilden Södra fisken. Den har en skenbar magnitud på 4,95 och är synlig för blotta ögat där ljusföroreningar ej förekommer. Baserat på parallaxmätning inom Hipparcosuppdraget på ca 54,7 mas, beräknas den befinna sig på ett avstånd på ca 60 ljusår (ca 18 parsek) från solen.

## Egenskaper
Tau Piscis Austrini är en gul till vit stjärna i huvudserien av spektralklass F6 V. Den har massa som är ca 1,3 gånger större än solens massa, en radie som är ca 1,5 gånger större än solens och utsänder från dess fotosfär ca 2,8 gånger mera energi än solen vid en effektiv temperatur av ca 6 300 K.
Tau Piscis Austrini är ungefär 1,3 miljarder år gammal, har en projicerad rotationshastighet på 14 km/s och uppvisar en låg aktivitetsnivå. Den kan möjligen omges av en stoftskiva, eftersom den initialt visade tecken på ett överskott av infraröd strålning, som dock tonade bort vid ytterligare observationer.